# 宵積み
宵積み（よいづみ）とは、朝一番出発の荷物を前日の夜にあらかじめ積み込んでおくことである。建設や運送業界の用語でもある。

## 概要
工場である日の夕方に完成した製品を、全国に出荷するために翌朝に持ってきてほしいという場合に、夕方から夜に工場へ荷物を引き取り翌朝に指定された倉庫へ届ける行為などを指す。
荷物を積み込んだ日の翌日に荷物を降ろす先が休みの場合など、こういった場合に積み込んだ側はそのまま丸一日、預かることになる。そのため荷主としては移動式倉庫という考え方で利用できるメリットがある。